# Bastetodon
Bastetodon ist eine Gattung aus der  Ordnung der Hyaenodonta, ausgestorbenen Säugetieren, die möglicherweise näher mit den Raubtieren verwandt sind. Fossilfunde der Gattung sind lediglich aus dem Fayyum im nördlichen Ägypten belegt und datieren in das Untere Oligozän vor rund 30 Millionen Jahren. Neben einem Oberkieferfragment wurde ein nahezu vollständiger Schädel entdeckt, der zu den besterhaltenen eines Hyaenodonten aus dem Paläogen des afrikanischen Kontinents zählt. Die Tiere erreichten die Größe eines Leoparden und wiesen einen langen Hirnschädel und ein kurzes Maul auf. Ein besonderes Kennzeichen findet sich in der verringerten Zahnanzahl. Gebiss und Schädelstruktur deuten auf einen Beutegreifer mit hoher Beißkraft und einer auf Wirbeltieren basierenden Ernährung hin. Die Gattung wurde im Jahr 2025 wissenschaftlich eingeführt. Mit B. syrtos ist eine Art anerkannt.

## Beschreibung
Von Bastetodon ist bisher lediglich der Schädel bekannt. Dessen Gesamtlänge betrug 19,2 cm. Davon nahm der Hirnschädel mit etwa 11 cm den größeren Teil ein. Das Rostrum war entsprechend kurz und zudem röhrenartig gestaltet. Zur Nase hin weitete es sich etwas auf und wurde dort 2,9 cm breit. Der Mittelkieferknochen reichte etwa bis auf die Höhe des vorderen Prämolaren. Unterhalb der Orbita öffnete sich das Foramen infraorbitale mit bis zu 7 mm Durchmesser. Die Jochbögen standen weit auseinander und bildeten jeweils einen deutlichen Bogen. Sie rahmten die untere Kante der Orbita ein. In Seitenansicht waren sie hoch gestaltet. Die beiden Teilbögen trafen sich etwa auf Höhe des vorderen Molars. Auf dem Schädeldach verliefen zwei markante Temporallinien als Muskelansatzstellen, die sich auf dem Stirnbein vereinten. Die gleiche Funktion übernahm der kräftige Scheitelkamm, der am Hinterhauptsbein mit 2,8 cm seine größte Höhe erreichte, was etwa der halben Schädelhöhe entsprach. Der Hinterhauptskamm überragte den Schädel wiederum um etwa 1 cm.
Auffällig am oberen Gebiss von Bastetodon ist die reduzierte Zahnanzahl. Die Zahnreihe bestand aus zwei Schneidezähnen, einem Eckzahn, drei Prämolaren und zwei Molaren. Sie stimmte damit weitgehend mit der von Falcatodon überein. Im Vergleich zu Akhnatenavus fehlte jedoch ein Vor- und ein Mahlzahn, gegenüber Kerberos oder Pterodon zusätzlich noch ein Schneidezahn. Der Eckzahn war groß, seitlich verschmälert und leicht nach hinten gebogen. Wie bei den Hyaenodonta üblich wurden die Prämolaren durch einen Zahnhöcker, den spitz aufragenden Paraconus, charakterisiert. Der letzte Vormahlzahn war am größten und wirkte dreieckig in Seitenansicht. Die Mahlzähne hatten einen sectorialen Aufbau und wiesen dadurch drei Haupthöcker auf (Para-, Proto- und Metaconus). Allerdings waren der Para- und der Metaconus zum Amphiconus vereinigt, zudem überragte der Paraconus den Metaconus an Höhe, was ein typisches Kennzeichen der Hyainailouriden darstellt. Abweichend von Falcatodon waren bei Bastetodon beide Höcker aber noch nicht vollständig verwachsen. Die Backenzähne wirkten insgesamt schmaler als bei Kerberos, zudem war die Reißzahn-Kerbe, eine charakteristische Einbuchtung zwischen dem Metaconus und der Scherleiste des Metastyls am hinteren Ende der Molaren, enger ausgebildet. Des Weiteren fehlte Bastetodon wangenseitig ein Cingulum, also ein tieferliegender Zahnschmelzwulst, der sowohl bei Kerberos als auch bei Pterodon, Akhnatenavus und Sectisodon vorkam. Die Zahngröße nahm von vorn nach hinten zu. War der dritte Prämolar gut 1,1 cm lang, so maß der letzte Molar gut 2,2 cm.

## Fossilfunde
Für Bastetodon sind bisher nur  Funde aus dem nordöstlichen Afrika belegt. Die Typusfundstelle bildet die sehr fossilreiche Lagerstätte des Fayyum in Ägypten. Ein rechtes Oberkieferfragment wurde aus der Fundlokalität M berichtet, ein nahezu vollständiger Schädel stammt wiederum von der Fundlokalität I. Beide liegen relativ nahe beieinander und befinden sich nördlich des Qarun-Sees. An den Fundstellen sind Sedimente des oberen Abschnitts der Gebel-Qatrani-Formation aufgeschlossen. Die Gesteinseinheit wird allgemein dem ausgehenden Oberen Eozän und dem Unteren Oligozän zugewiesen. Paläomagnetischen Untersuchungen zufolge sind in den Ablagerungen der Gebel-Qatrani-Formation mehrere Umpolungsphasen des Erdmagnetfeldes gespeichert. In der globalen Abfolge werden diese den sogenannten Chron 13 bis Chron 10 zugesprochen, welche einen Zeitraum von vor 35 bis 28 Millionen Jahren umspannen. Die Fundlokalitäten M und I gehören hierbei dem Chron 11 an und sind demnach rund 30 Millionen Jahre alt. An der Fundlokalität I wurde neben dem Schädel von Bastetodon eine reichere Begleitfauna entdeckt, welche sich aus Primaten, Rüsseltieren, Schliefern und Anthracotherien zusammensetzt, zudem kommen Vögel, Krokodile und Fische vor. Der Lebensraum des Fayyum jener Zeit entsprach einer von Flüssen durchzogenen Tropenwald-Landschaft.

## Paläobiologie
Anhand der Gesamtschädellänge wird für Bastetodon unter Bezug auf heutige Raubtiere ein Körpergewicht von 36 kg angenommen. Wird lediglich der hintere Schädelabschnitt vom Hinterhaupt bis zu den Augenhöhlen als Berechnungsbasis genommen, ergeben sich rund 18 kg. Der Mittelwert von 27 kg entspricht in etwa dem Gewicht einer heutigen Hyäne oder eines Leoparden.
Die obere Zahnreihe von Bastetodon ist durch das Fehlen eines Prämolaren und eines Molars gegenüber den meisten anderen Vertretern der Hyaenodonta deutlicher reduziert. Das dadurch bedingte kürzere Rostrum hatte auch einen verkürzten Hebelarm des Unterkiefers zufolge, wodurch sich der Biss verstärken konnte. Die allgemein starke Ausbildung der Beißmuskulatur wird außerdem durch den robusten Scheitelkamm und ausgeprägte Temporallinien sowie einen breit ausladenden Jochbogen angezeigt, die große Ansatzflächen und Durchgangsbereiche für den Musculus temporalis und Musculus masseter boten. Die ausgeprägten Scherleisten an den Backenzähnen ebenso wie eine Reduktion der Höckeranzahl sind typisch für hypercarnivore Gebisse. Im Vergleich mit heutigen Raubtieren bedeutet das, dass die Nahrung zu über 70 % aus Wirbeltieren bestand.

## Systematik
Bastetodon ist eine Gattung aus der ausgestorbenen Familie der Hyainailouridae. Die Familie bildet wiederum einen Teil der ebenfalls erloschenen Ordnung der Hyaenodonta. Ursprünglich galten die Hyaenodonta als zur Gruppe der Creodonta gehörig, die teilweise etwas irreführend auch als „Urraubtiere“ bezeichnet und als die Schwestergruppe der heutigen Raubtiere (Carnivora) innerhalb der übergeordneten Gruppe der Ferae angesehen wurden. In mehreren phylogenetischen Studien erwiesen sich die Creodonta aber als in sich nicht geschlossene Einheit und wurden daher in die Hyaenodonta und die Oxyaenodonta aufgespalten. Beiden Gruppen gemeinsam ist die gegenüber den Raubtieren weiter nach hinten im Gebiss verlagerte Brechschere, bei den Hyaenodonta betrifft dies zumeist den zweiten Oberkiefer- und den dritten Unterkiefermolar. Die Hyaenodonten lassen sich über einen langen Zeitraum vom Mittleren Paläozän vor rund 60 Millionen Jahren bis in das Mittlere Miozän vor etwa 9 bis 10 Millionen Jahren nachweisen. Typisch für die Hyainailouridae ist der zum Amphiconus vereinte Para- und Metaconus, wobei ersterer letzteren überragt (umgekehrt bei den Hyaenodontidae). Innerhalb der Hyainailouridae wird Bastetodon der Unterfamilie der Hyainailourinae zugewiesen. Bei diesen zeigt sich der Verschmelzungsgrad von Para- und Metaconus sehr weit fortgeschritten. Als besonderes Merkmal von Bastetodon kann die reduzierte Anzahl der Backenzähne im Oberkiefer hervorgehoben werden. Dadurch besteht möglicherweise ein nahes Verwandtschaftsverhältnis zu Falcatodon, bei dem ebenfalls ein oder zwei Zähne in der oberen hinteren Zahnreihe zurückgebildet waren.
Der erste Fossilfund von Bastetodon war mit dem Oberkieferfragment der Fundlokalität M des Fayyum im Jahr 1999 von Patricia M. Holroyd veröffentlicht worden. Sie wies ihn der neuen Art Pterodon syrtos zu, die sie wiederum an die Seite von Pterodon africanus und Pterodon phiomensis stellte, zwei weiteren Formen aus dem Fayyum. Erstere war von Charles William Andrews im Jahr 1903 wissenschaftlich benannt worden, letztere von Henry Fairfield Osborn sechs Jahre später, jeweils basierend auf Unterkieferresten. Beide Vertreter übertrafen Pterodon syrtos deutlich an Größe, wobei der Unterkiefer von Pterodon africanus in seinen Ausmaßen als vergleichbar zu dem eines „großen Bären“ eingeschätzt wurde. Einen weiteren, deutlich kleineren Angehörigen, Pterodon leptognathus, ebenfalls auf Osborn aus dem Jahr 1909 zurückgehend, ordnete Holroyd hingegen der von ihr neu geschaffenen Gattung Akhnatenavus zu. Die Gattung Pterodon war schon seit der ersten Hälfte des 19. Jahrhunderts bekannt und umfasste Hyaenodonten aus dem Paläogen Eurasiens. In zahlreichen phylogenetischen Studien erwies sie sich aber als eine polyphyletische Ansammlung verschiedener Arten, was einem Papierkorb-Taxon gleichkam. Die Entdeckung eines nahezu vollständigen Schädels an der Fundlokalität I des Fayyum veranlassten Shorouq F. Al-Ashqar und Kollegen im Jahr 2025, die afrikanischen Vertreter von Pterodon zu revalidieren. Das Forscherteam etablierte daraufhin die neue Gattung Bastetodon für Holroyds Art Pterodon syrtos und stellte zudem für die beiden verbliebenen Arten aus dem Fayyum die Gattung Sekhmetops auf. Die Gattung Pterodon beschränkten die Wissenschaftler damit auf die eurasische Form Pterodon dasyuroides, welche eine verwandtschaftliche Nähe zu dem ebenfalls sehr großen und ähnlich alten Kerberos besitzt. Der Gattungsname Bastetodon kombiniert einen Verweis auf Bastet – eine katzenköpfige Göttin aus der altägyptischen Mythologie, die mit Schutz, Vergnügen und guter Gesundheit in Verbindung gebracht wird – mit dem griechischen Wort ὀδούς (odoús) für „Zahn“. Die Übersetzung lautet demnach „Zähne wie die katzenköpfige Göttin“. Der Name der einzigen bekannten Art B. syrtos ist ebenfalls griechischen Ursprungs und bezieht sich auf συρτός (syrtós), was so viel wie  „vom Wasser geschleppt“ oder „geschlämmt“ bedeutet. Ihm liegt die Fundsituation des Oberkieferfragments an der Fundlokalität M zugrunde, das aus einem Sediment stammt, das unter den Bedingungen eines Gleithangs entstand. Der Oberkiefer (Exemplarnummer CGM FN 84-244) repräsentiert gleichzeitig den Holotyp.